# Négociation du Pacte germano-soviétique
|                      |  |                         |
| Viatcheslav Molotov. |  | Joachim von Ribbentrop. |

|                 |  |               |
| Joseph Staline. |  | Adolf Hitler. |

Le Pacte germano-soviétique était un accord signé le 23 août 1939 entre l'Union soviétique et l'Allemagne nazie, respectivement représentées par le ministre des Affaires étrangères soviétique Vyacheslav Molotov et le ministre des Affaires étrangères allemand Joachim von Ribbentrop. Le traité incluait un renoncement à la guerre entre les deux pays. En plus de dispositions de non-agression, le traité contenait un protocole secret divisant plusieurs pays d'Europe orientale entre les deux parties.
Avant la signature de ce traité, l'Union soviétique mena des négociations avec le Royaume-Uni et la France au sujet d'une éventuelle alliance « tripartite ». Des pourparlers de longue date entre l'Union soviétique et l'Allemagne sur un potentiel pacte économique débouchèrent pour inclure des discussions militaires et politiques, qui culminèrent avec le Pacte, avec l'accord commercial signé quatre jours plus tôt.

## Contexte

### Après la Première Guerre mondiale
Après la révolution russe de 1917, la Russie bolchevique mis fin à sa lutte contre les puissances centrales, dont l'Allemagne, dans la Première Guerre mondiale en signant le traité de Brest-Litovsk. Par celui-ci, la Russie accepta de céder la souveraineté et son influence sur certaines régions de plusieurs pays européens orientaux. La plupart de ces pays devinrent ostensiblement des républiques démocratiques après la défaite de l'Allemagne et la signature de l'armistice à l'automne 1918. À l'exception de la Biélorussie et de l’Ukraine, ces pays devinrent également indépendants. Cependant, le traité de Brest-Litovsk ne resta en vigueur que huit mois et demi, lorsque l'Allemagne renonça et rompit ses relations diplomatiques avec la Russie.
Avant la Première Guerre mondiale, l'Allemagne et la Russie avaient longtemps partagé des relations commerciales. L'Allemagne est un pays relativement petit avec peu de ressources naturelles. Il manque de plusieurs matières premières naturelles essentielles pour les opérations économiques et militaires,. Depuis la fin du XIXe siècle, elle comptait fortement sur les importations de matières premières russes. L'Allemagne importait pour 1,5 milliard de reichsmarks de matières premières et d'autres biens chaque année de la Russie avant la guerre.
En 1922, ces deux pays signèrent le traité de Rapallo, en renonçant à leurs revendications territoriales et financières à l'encontre de l'autre. Les pays s’engagèrent, par le traité de Berlin en 1926, à rester neutres dans le cas d'une attaque contre l'autre. Alors que les importations de marchandises soviétiques en Allemagne avaient chuté après la Première Guerre mondiale, après les accords commerciaux signés entre les deux pays au milieu des années 1920, le commerce augmenta pour atteindre 433 millions de reichsmarks par an en 1927.
Au début des années 1930, cette relation déclina lorsque le régime stalinien plus isolationniste affirma son pouvoir et l’abandon du contrôle militaire postérieur à la Première Guerre mondiale diminua la dépendance de l'Allemagne vis-à-vis des importations soviétiques, de sorte que les importations soviétiques tombèrent à 223 millions de marks en 1934.

### Au milieu des années 1930
Au milieu des années 1930, l'Union soviétique fit des efforts répétés pour rétablir des contacts plus étroits avec l'Allemagne. L'Union soviétique cherchait surtout à rembourser les dettes de ses précédents échanges commerciaux de matières premières, tandis que l'Allemagne cherchait à se réarmer, en conséquence les deux pays signèrent un accord de crédit en 1935. La montée en puissance du parti nazi accrut les tensions entre l'Allemagne, l'Union soviétique et d'autres pays avec des ethnies slaves, qui étaient considérés comme des « sous hommes » (Untermenschen) selon l'idéologie raciale nazie. Les Nazis étaient convaincus que les ethnies slaves étaient incapables de former leur propre État et, par conséquent, devaient être dirigées par d'autres. En outre, les nazis antisémites associaient les juifs avec, à la fois, le communisme et le capitalisme international, auquel ils s’opposaient,. En conséquence, les Nazis croyaient que les Untermenschen slaves soviétiques étaient gouvernés par des maîtres « bolcheviques juifs ». Deux objectifs principaux du nazisme étaient d'éliminer les Juifs et de chercher l’ « espace vital » (Lebensraum) à l'Est pour les Aryens. En 1934, Hitler parla d'une bataille incontournable contre les « idéaux panslaves », dont la victoire conduirait à « la maîtrise permanente du monde », mais il déclara qu'il « ferait une partie du chemin avec les Russes, si cela devait nous aider».
En dépit de la rhétorique politique, en 1936, les Soviétiques tentèrent de tisser des liens politiques étroits avec l'Allemagne avec un nouvel accord de crédit, tandis qu’Hitler repoussait leurs avances, ne voulant pas créer de liens politiques, même si la crise de matières premières de 1936 poussa Hitler à publier un décret pour un plan quadriennal pour le réarmement « sans égard aux coûts ».
Les tensions s’accrurent après que l'Allemagne et l'Italie fasciste soutinrent les nationalistes espagnols durant la guerre civile espagnole en 1936, tandis que les Soviétiques appuyait l'opposition en partie socialiste, dirigeant alors la république espagnole. En novembre 1936, Les relations soviéto-allemandes se dégradèrent encore lorsque l'Allemagne et Japon entrèrent dans le pacte anti-Komintern, qui était prétendument dirigée contre l'Internationale communiste, bien qu’il contenait un accord secret stipulant que chacune des parties resterait neutre si l'autre devait être pris dans un conflit avec l'Union soviétique. En novembre 1937, l'Italie rejoignit également le pacte anti-Komintern.

### À la fin des années 1930
Les procès de Moscou du milieu des années 1930 compromirent sérieusement le prestige soviétique à l'Ouest. Les purges soviétiques en 1937 et 1938 eurent pour effet non seulement de perturber la structure administrative soviétique, déjà confuse, nécessaire pour les négociations, mais surtout de laisser penser à Hitler que les Soviétiques étaient militairement faibles.
Les Soviétiques ne furent pas invités à la conférence de Munich pour traiter le cas de la Tchécoslovaquie. Les accords de Munich qui s’ensuivirent décidèrent de la dissolution de la Tchécoslovaquie en 1938 par une annexion partielle de l’Allemagne, dans une volonté d’apaisement de l'Allemagne.
Du fait des besoins allemands en fournitures militaires après les accords de Munich et de l’accroissement de la demande soviétique pour des équipements militaires, des pourparlers entre les deux pays eurent lieu à partir de fin 1938 jusqu’en mars 1939. Le troisième plan quinquennal soviétique exigerait de nouvelles injections massives de technologie et d'équipement industriel,. Une approche économique autarcique ou une alliance avec l'Angleterre étaient impossibles pour l'Allemagne, si bien que des relations plus étroites avec l'Union soviétique étaient indispensables, au moins pour des raisons économiques. À cette époque, l'Allemagne pouvait produire seulement 25 % de ses besoins en pétrole, et privée de son approvisionnement principal aux États-Unis en cas de guerre, elle devrait se tourner vers la Russie et la Roumanie. L'Allemagne subissait les mêmes problèmes de pénurie d’approvisionnement pour le caoutchouc naturel et les minerais de métaux nécessaires pour fabriquer de l’acier trempé pour ses matériels de guerre, pour lesquels l'Allemagne s'appuyait sur des fournitures soviétiques ou des fournitures transitant par les lignes de chemin de fer soviétiques. Enfin, l'Allemagne importait également 40 % des produits gras (graisse et huile) nécessaires pour ses besoins alimentaires, qui iraient croissants si l'Allemagne conquérait des nations qui étaient également importatrices nets de produits alimentaires. Par conséquent, les importations de céréales ukrainiennes ou les transbordements soviétiques de soja de Mandchourie étaient vitaux. En outre, l’Allemagne anticipait un blocus britannique en cas de guerre et une coupure des approvisionnements en pétrole depuis les États-Unis qui créeraient des pénuries massives en Allemagne pour un certain nombre de matières premières essentielles.
Après la dénonciation par Hitler du Pacte de non-agression germano-polonais de 1934, en mars 1939, la Grande-Bretagne et la France avaient garanti la souveraineté de la Pologne et, le 25 avril, signé un pacte de défense commune avec la Pologne, alors que ce pays refusait d'être associé à une garantie des quatre puissance impliquant l'URSS.

## Premières discussions

### Extension potentielle des discussions germano-soviétiques
L'Allemagne et l'Union soviétique discutèrent de la conclusion d'un accord économique tout au long du début de l’année 1939. Pendant des mois, l'Allemagne avait secrètement fait des allusions aux diplomates soviétiques qu'elle pourrait offrir de meilleures conditions pour un accord politique que ne le pourraient la Grande-Bretagne et la France,,. Le 10 mars, Hitler dans son discours officiel le déclara ouvertement,. Le même jour, Staline, dans un discours à la XVIIIe Congrès du Parti communiste de l'Union soviétique, caractérisa les actions occidentales concernant Hitler comme s’éloignant de la « sécurité collective » et se dirigeant vers la « non-intervention », avec l'objectif de diriger l'agression fasciste n'importe où, sauf contre eux-mêmes. Après la fin du congrès, la presse soviétique monta une attaque contre la France et la Grande-Bretagne.
Le 7 avril, un diplomate soviétique visita le ministère allemand des Affaires étrangères affirmant qu'il n'y avait pas lieu de poursuivre la lutte idéologique germano-soviétique et que les pays pouvaient mener une politique concertée. Dix jours plus tard, l'ambassadeur soviétique rencontra le vice-ministre des Affaires étrangères allemand et lui présenta une note demandant le retrait rapide de tous les obstacles pour la réalisation de contrats militaires signés entre l'URSS et la Tchécoslovaquie et avant que cette dernière ne fut occupée par l'Allemagne. Selon les comptes rendus allemands, à la fin de la discussion, l'ambassadeur déclara qu’« il n’existait pour la Russie aucune raison pour laquelle elle ne devrait pas vivre avec [l’Allemagne] sur des bases normales. Et de normales, les relations pourraient aller de mieux en mieux »,, bien que d'autres sources admettent que cela pourrait être une exagération ou un compte rendu inexact des mots de l'ambassadeur. Immédiatement après, l'ambassadeur soviétique fut rappelé à Moscou et ne revint jamais en Allemagne. Selon Ulam, les conversations futures sur le sujet à Berlin étaient censées se poursuivre avec fonctionnaires de niveau inférieur travaillant sous le couvert d'une mission commerciale soviétique.

### Les pourparlers tripartites commencent
Dès la mi-mars 1939, l'Union soviétique, la Grande-Bretagne et la France négociaient une série de points et de contre plans concernant un accord politique et militaire potentiel. L'Union soviétique craignait les puissances occidentales et la possibilité d'un « encerclement capitaliste ». Elle avait peu foi dans le fait que la guerre pourrait être évitée ou dans l'armée polonaise, et voulait une garantie de soutien pour une attaque de l'Allemagne sur deux fronts,. La Grande-Bretagne et la France estimaient que la guerre pourrait encore être évitée et que l'Union soviétique, affaiblie par les purges, ne pouvait être qu’un participant militaire secondaire. La France, en tant que puissance continentale, était plus soucieuse d'un accord avec l'URSS que la Grande-Bretagne, qui était plus disposée à faire des concessions et plus consciente des dangers d’un accord entre l'URSS et l'Allemagne. Le 17 avril, le ministre des Affaires étrangères soviétique Maxim Litvinov présenta un pacte d'assistance mutuelle franco-anglo-soviétique entre les trois puissances pour une durée de 5 à 10 ans, incluant un soutien militaire, si l’un des pays était attaqué.

## Les changements de mai

### Le renvoi de Litvinov
Le 3 mai, Staline remplaça le ministre des Affaires étrangères Litinov par Viatcheslav Molotov, qui augmenta de manière significative la liberté de manœuvre de Staline en matière de politique étrangère. Le renvoi de Litvinov, dont l'origine juive était vue négativement par l'Allemagne nazie, supprima un obstacle aux négociations avec l'Allemagne,,,,,,,. Staline ordonna immédiatement à Molotov de « purger le ministère des Juifs »,,. Compte tenu des tentatives antérieures de Litvinov pour créer une coalition antifasciste, via une doctrine de sécurité collective avec la France et la Grande-Bretagne, et son orientation pro-occidentale suivant les normes du Kremlin, son licenciement indiqua l'existence d'une éventualité de rapprochement de l’Union soviétique avec l'Allemagne,. De même, la nomination de Molotov servit de signal pour l'Allemagne que l'URSS était ouverte à toutes propositions. Ce licenciement signala également à la France et à la Grande-Bretagne l'existence d'une option incluant d'éventuelles négociations avec l'Allemagne,. Un fonctionnaire britannique écrivit que la disparition de Litvinov signifiait également la perte d'un technicien admirable et pragmatique, tandis que le « modus operandi » de Molotov était « vraiment plus bolchevique que diplomatique ou cosmopolite ». Mais Staline avait envoyé deux messages : Molotov nomma Solomon Losovski, un juif, comme l'un de ses adjoints.

### Les négociations tripartites en mai
Bien que les consultations informelles aient commencé à la fin avril, les véritables négociations entre l'Union soviétique, la Grande-Bretagne et la France commencèrent en mai. Lors d'une réunion en mai 1939, le ministre français des Affaires étrangères dit à l'ambassadeur soviétique en France qu'il était prêt à soutenir les revendications territoriales de l'Union soviétique sur l'ensemble de l'est de la Pologne, indépendamment de l'opposition polonaise, si c'était le prix d'une alliance avec Moscou.

### Les préoccupations allemandes pour l'approvisionnement et les discussions politiques potentielles
En mai, les planificateurs de guerre allemands étaient également devenus de plus en plus préoccupés par le fait que, sans les approvisionnements russes, l'Allemagne aurait besoin de trouver des quantités massives de substitution de 165 000 tonnes de manganèse et de près de 2 millions de tonnes de pétrole par an. Dans le cadre de la poursuite des discussions économiques, le 17 mai, l'ambassadeur soviétique dit à un officiel allemand qu'il voulait réaffirmer « en détail qu'il n'y avait pas de conflits dans la politique étrangère entre l'Allemagne et la Russie soviétique et qu'il n'y avait donc aucune raison d'inimitié entre les deux pays ». Trois jours plus tard, le 20 mai, Molotov dit à l'ambassadeur allemand à Moscou qu'il ne voulait plus discuter exclusivement de questions économiques, et qu'il était nécessaire d'établir une « base politique », en quoi les autorités allemandes virent une « invitation implicite ».
Le 26 mai, les autorités allemandes craignaient un potentiel résultat positif à venir des discussions soviétiques sur les propositions de la Grande-Bretagne et la France. Et le 30 mai, l’Allemagne fit passer le message par ses diplomates en poste à Moscou qu’ elle « avait décidé d'entreprendre des négociations définitives avec l'Union soviétique ». Les discussions qui suivirent se firent par le biais de la négociation économique, parce que les besoins économiques des deux côtés étaient considérables et parce que les relations militaires et diplomatiques avait été rompues au milieu des années 1930, laissant ces discussions comme seul moyen de communication.

## Point de friction dans la Baltique et rapprochement allemand

### Signaux contradictoires
Les Soviétiques envoyèrent des signaux contradictoires par la suite. Dans son premier grand discours à titre de ministre soviétique des Affaires étrangères, le 31 mai, Molotov critiqua une proposition anglo-française, et déclara que les Soviétiques ne « considéraient pas qu'il est nécessaire de renoncer à des relations d'affaires avec les pays comme l'Allemagne » et proposa d'entrer dans un vaste pacte d'assistance mutuelle contre l'agression. Cependant, le commissaire soviétique au commerce extérieur Mikoyan fit valoir le 2 juin à un officiel allemand que Moscou « avait perdu tout intérêt dans ces négociations [économiques] du fait de la procrastination initiale allemande ».

### Progression des pourparlers tripartites et gesticulations baltes
Le 2 juin, l'Union soviétique insista pour que tout pacte d'assistance mutuelle fut accompagnée d'un accord militaire décrivant en détail l'aide militaire que les Soviétiques, les Français et les Britanniques fourniraient. Ce jour-là, l'Union soviétique présenta également une modification à la proposition franco-britannique qui précisait les États qui seraient aidés en cas d'« agression directe » : la Belgique, la Grèce, la Turquie, la Roumanie, la Pologne, l'Estonie, la Lettonie et la Finlande. Cinq jours plus tard, l'Estonie et la Lettonie signèrent des pactes de non-agression avec l'Allemagne, laissant penser que l'Allemagne avait des ambitions dans une région par laquelle elle pourrait attaquer l'Union soviétique.

### Tentative britannique pour arrêter le programme d'armement allemand
Le 8 juin, les Soviétiques étaient convenus qu’un officiel allemand de haut rang pouvait venir à Moscou pour poursuivre les négociations économiques, ce qui eut lieu à Moscou le 3 juillet. Par la suite, des négociations officielles commencèrent à Berlin le 22 juillet.
Pendant ce temps, dans l'espoir d'arrêter la machine de guerre allemande, en juillet, la Grande-Bretagne mena des entretiens avec l'Allemagne à propos d’un éventuel plan pour renflouer l'économie allemande criblée de dettes, au coût d'un milliard de livres sterling en échange de l’engagement de l'Allemagne de mettre fin à son programme d'armement. La presse britannique révéla la vérité sur les négociations, et finalement l'Allemagne rejeta l'offre.

### Pourparlers tripartites concernant «l'agression indirecte»
Après des semaines de négociations politiques qui avaient commencé après l'arrivée à la tête du Foreign Office Central Department de William Strang, le 8 juillet, les Britanniques et les Français présentèrent un projet d'accord, auquel Molotov a ajouté une lettre supplémentaire. Les pourparlers à la fin du mois de juillet étaient dans une impasse du fait d'une disposition de la lettre supplémentaire de Molotov indiquant qu’un basculement politique des États baltes vers l'Allemagne constitueraient une « agression indirecte», et la Grande-Bretagne craignait que cette disposition ne justifie une intervention soviétique en Finlande et dans les pays baltes, ou qu’elle pousse ces pays à rechercher des relations plus étroites avec l'Allemagne (alors que la France était moins résistante à cette demande supplémentaire),. Le 23 juillet, la France et la Grande-Bretagne étaient d'accord avec la proposition soviétique d'élaborer une convention militaire spécifiant une réaction à une attaque allemande.

### Les débuts des négociations politiques germano-soviétiques
Ce fut seulement le 18 juillet que le représentant soviétique pour le commerce Evgueni Babarine visita Karl Schnurre, disant que les Soviétiques aimerait étendre et intensifier les relations germano-soviétiques. Le 25 juillet, l'Union soviétique et l'Allemagne étaient très près de finaliser les termes d'un accord économique. Le 26 juillet, au cours du dîner, les Soviétiques acceptèrent une proposition d’ordre du jour en trois étapes qui comprenait en premier un ordre du jour économique et « un nouvel accord qui tienne compte des intérêts politiques vitaux des deux parties»,,. Le 28 juillet, Molotov envoya une première instruction politique à l'ambassadeur soviétique à Berlin qui ouvrit finalement la porte à une détente politique avec l'Allemagne.
L’Allemagne avait appris que des négociations de conventions militaires se tenaient avant l'annonce britannique du 31 juillet et était sceptique sur le fait que les Soviétiques puissent parvenir à un accord avec la Grande-Bretagne et la France au cours des négociations prévues en août. Le 1er août, l'ambassadeur soviétique déclara que deux conditions devaient être remplies avant que les négociations politiques puissent commencer : un nouveau traité économique et la cessation des attaques antisoviétiques par les médias allemands, ce que les autorités allemandes acceptèrent immédiatement. Le 2 août, les discussions politiques soviétiques avec la France et la Grande-Bretagne furent suspendues quand Molotov déclara qu'elles ne pouvaient pas être reprises en l'absence de progrès dans les pourparlers militaires prévus.

### S'attaquer aux hostilités passées
Le 3 août, le ministre allemand des Affaires étrangères Joachim von Ribbentrop dit aux diplomates soviétiques « qu'il n'y avait pas de problème entre la mer Baltique et la mer Noire qui ne pourrait être résolu entre [eux] deux »,,. Les Allemands discutaient déjà avant l'hostilité entre les nations dans les années 1930. Ils avaient abordé les bases communes de l'anticapitalisme, déclarant qu’ « il y [avait] un élément commun dans l'idéologie de l'Allemagne, de l'Italie et de l'Union soviétique : l'opposition aux démocraties capitalistes, ni nous, ni l'Italie n’[avions] quelque chose en commun avec l'Occident capitaliste » et qu’ « il nous sembl[ait] peu naturel qu'un État socialiste [puisse] se tenir du côté des démocraties occidentales ». Ils expliquèrent que leur hostilité initiale envers le bolchevisme soviétique avait disparu avec les changements dans l'Internationale communiste et la renonciation soviétique à la révolution mondiale. Astakhov caractérisa la conversation comme « extrêmement importante ».

## Les négociations finales

### Finalisation de l'accord économique
En août, alors que l'Allemagne planifiait son invasion de la Pologne le 25 août et se préparait pour la guerre avec la France, les planificateurs de guerre allemands estimèrent qu’avec un blocus naval britannique et si l'Union soviétique devenait hostile, l'Allemagne manquerait, pour ses besoins de guerre, de pétrole, de manganèse, de caoutchouc et de produits alimentaires. Chaque étude militaire et économique allemande interne concluaient que l'Allemagne était vouée à la défaite sans, au moins, la neutralité soviétique. Le 5 août, les responsables soviétiques déclarèrent que l'achèvement de la négociation sur la convention de crédit était l'étape la plus importante qui pourrait être franchie pour aller plus loin dans de telles négociations.
Le 10 août, les pays travaillèrent sur les derniers petits détails techniques pour finaliser leur accord économique, mais les Soviétiques retardèrent la signature de cet accord pendant près de dix jours jusqu'à ce qu'ils fussent sûrs qu'ils étaient parvenus à un accord politique avec l'Allemagne. L'ambassadeur soviétique expliqua aux responsables allemands que les Soviétiques avaient commencé leurs négociations avec les Britanniques « sans beaucoup d'enthousiasme » à un moment où ils sentaient que l'Allemagne ne « parviendrait pas à un accord », et les négociations parallèles avec les Britanniques ne pouvaient pas être simplement rompues alors qu’elles avaient été engagées après « mûre réflexion ». Le 12 août, l'Allemagne reçu un message indiquant que Molotov souhaitait discuter plus avant de ces questions, y compris de la Pologne, à Moscou.

### Les pourparlers militaires tripartites commencent
Les Soviétiques, les Britanniques et les Français entamèrent des négociations militaires en août. Elles furent retardées jusqu'au 12 août, car la délégation militaire britannique, qui n’incluait pas Strang, mit six jours pour faire le voyage car voyageant sur un navire marchand lent, sapant ainsi la confiance des Soviétiques dans la détermination britannique. Le 14 août, la question de la Pologne fut soulevée par Vorochilov pour la première fois, en demandant que les Britanniques et les Français fassent pression sur les Polonais pour conclure un accord permettant à l'armée soviétique d’être stationnée en Pologne. Le gouvernement polonais craignait que le gouvernement soviétique ne cherchât à annexer les territoires contestés, les frontières orientales, reçues par la Pologne en 1920 après le traité de Riga qui avait mis fin de la guerre soviéto-polonaise. Les négociateurs britanniques et français communiquèrent la demande soviétique concernant la Pologne à leurs gouvernements et affirmèrent à la délégation soviétique qu'ils ne pouvaient pas répondre à cette question politique sans l'approbation de leurs gouvernements.
Pendant ce temps, Molotov discuta avec l'ambassadeur d'Allemagne à Moscou le 15 août sur la possibilité de « régler par la négociation tous les problèmes en suspens concernant les relations soviéto-allemandes ». La discussion porta sur la possibilité d’un pacte de non-agression germano-soviétique, les destins des pays baltes et les améliorations possibles dans les relations soviéto-japonaises. Molotov déclara que « si le ministre des Affaires étrangères allemand venait ici » ces questions « [devraient] être discutées en termes concrets ». Dans les heures suivant la réception du compte rendu de la réunion, l’Allemagne envoya une réponse indiquant qu'elle était prête à conclure un pacte de non-agression d’une durée de 25 ans, prête à « garantir les États baltes conjointement avec l'Union soviétique », et prête à influer pour améliorer les relations soviéto-japonaises. Les Soviétiques répondirent positivement, mais déclarèrent qu’un « protocole spécial » était nécessaire pour « définir les intérêts » des parties. L'Allemagne répondit que, contrairement à la délégation britannique présente à Moscou à l'époque privée de Strang, Ribbentrop se rendrait personnellement à Moscou pour conclure un accord.
Dans les négociations soviéto-britanno-française, les négociateurs militaires anglo-français furent envoyés pour discuter des « principes généraux » plutôt que de détails. Le 15 août, le contingent britannique reçu l’ordre d’activer les discussions pour faire aboutir les pourparlers militaires, et donc, fut autorisé à donner aux négociateurs soviétiques des informations britanniques confidentielles. Le contingent britannique déclara que la Grande-Bretagne ne possédait que six divisions de l'armée de terre, mais, dans le cas d'une guerre, ils pourraient mettre en œuvre 16 divisions au début, suivi d'une second contingent de 16 divisions – un total bien inférieur aux 120 divisions soviétiques. Les négociateurs français déclarèrent qu'ils disposaient de 110 divisions. Dans les discussions du 18 et 19 août, les Polonais informèrent l'ambassadeur français qu'ils n'approuveraient pas le fait que des troupes de l'Armée rouge circulent en Pologne.

### Retard de la signature de l'accord commercial
Après que des officiels soviétiques et allemands, à Moscou, finalisèrent d’abord les termes d'un accord commercial germano-soviétique de sept ans, les autorités allemandes devinrent nerveuses sur le fait que les Soviétiques retardassent leur signature le 19 août pour des raisons politiques. Quand l’agence Tass publia un rapport que le négociations soviéto-britanno-françaises s'étaient enlisées sur l'Extrême-Orient et « sur d’autres questions », l'Allemagne le prit comme un signal qu'il y avait encore du temps et qu’il y avait de l'espoir de parvenir à un accord germano-soviétique. Hitler envoya lui-même un télégramme codé à Staline déclarant que parce que « la Pologne est devenue intolérable », Staline devait recevoir Ribbentrop à Moscou le 23 août au plus tard pour signer un pacte. Une polémique entoura un présumé discours de Staline le 19 août 1939 affirmant qu'une grande guerre entre les puissances occidentales était nécessaire pour la diffusion de la révolution mondiale. Les historiens se demandent si ce discours a jamais réellement été prononcé.
Le 20 août à 2 h, l'Allemagne et l'Union soviétique signèrent un accord commercial, daté du 19 août, prévoyant le commerce de certains équipements civils et militaires allemands en échange de matières premières soviétiques,. L'accord couvrait les affaires « courantes », ce qui entraîna une obligation soviétique de livrer pour 180 millions de marks de matières premières en réponse aux commandes allemandes, tandis que l'Allemagne permettait aux Soviétiques de commander pour 120 millions de marks de produits industriels allemands,, En vertu de l'accord, l'Allemagne accordait également à l'Union soviétique un crédit de marchandises de 200 millions de reichsmarks sur 7 ans pour acheter des biens manufacturés allemands à un taux d'intérêt très intéressant.

### Ajournement soviétiques des pourparlers militaires tripartites et conclusion d’un accord avec l'Allemagne
Après que les Polonais aient résisté à la pression,, le 21 août, Vorochilov proposa l'ajournement des pourparlers militaires avec les Britanniques et les Français, sous prétexte de l'absence de personnel de haut rang soviétiques aux pourparlers qui, soi-disant, participaient aux manœuvres d'automne des forces soviétiques, alors que la raison principale était le fait des progrès réalisés dans les négociations soviéto-allemandes.
Le même jour, 21 août, Staline reçu l’assurance de l’approbation de protocoles secrets du futur pacte de non agression, qui accorderait des territoires aux Soviétiques, en Pologne, dans les pays baltes, en Finlande et en Roumanie. Cette nuit-là, alors que l'Allemagne attendait nerveusement une réponse au télégramme d’Hitler du 19 août, Staline répondit à 21h35 que les Soviétiques étaient prêts à signer le Pacte et qu'il recevrait Ribbentrop le 23 août. Le Pacte fut signé dans la nuit du 23 au 24 août.

## Signature du Pacte

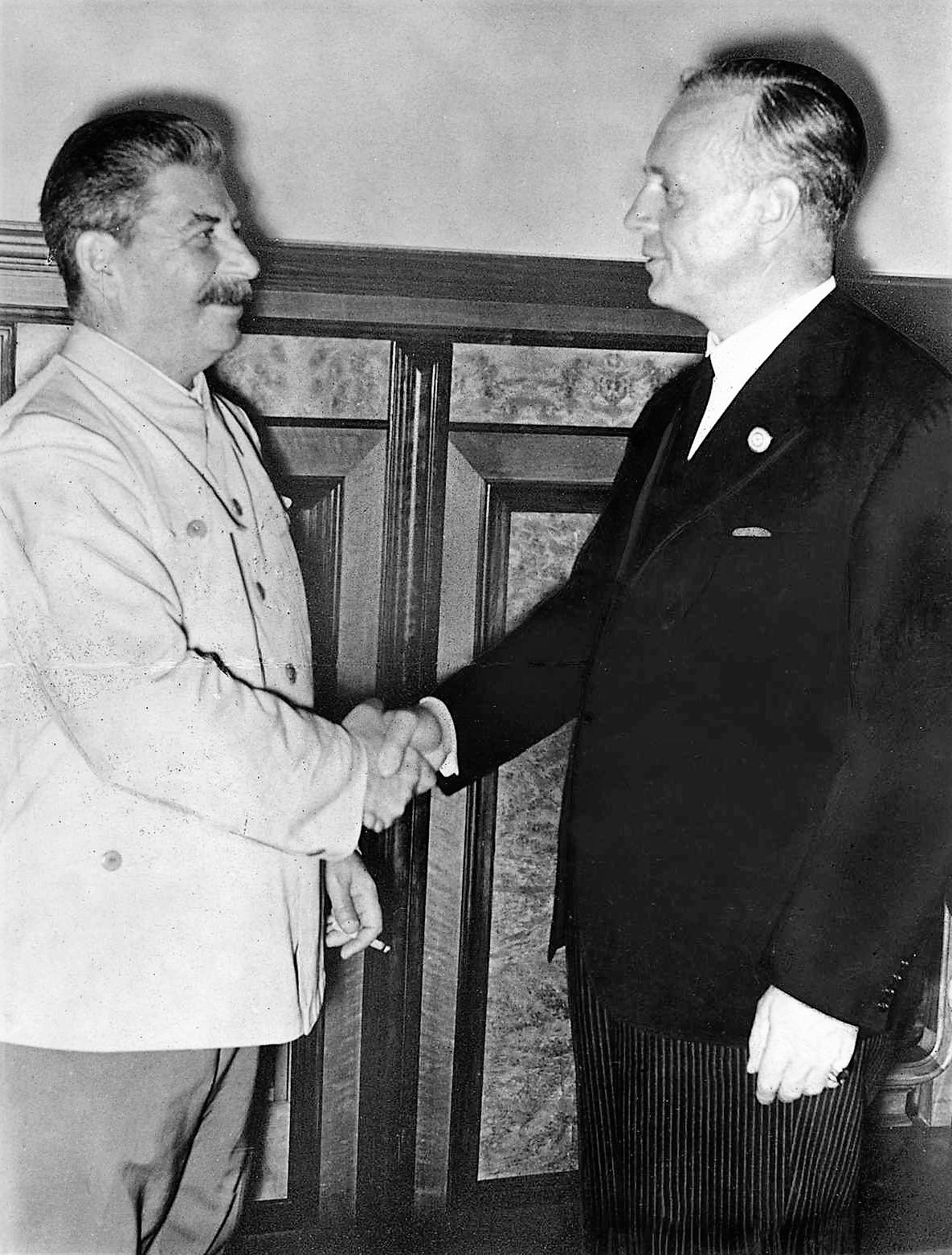
Staline et Ribbentrop lors de la signature du Pacte.

Le 24 août, un pacte de non agression de 10 ans fut signé avec des dispositions qui comprenaient : la consultation, l'arbitrage si l'une des parties n'était pas d'accord, la neutralité si l'une des puissances entrait en guerre contre une tierce partie, pas d’adhésion à un groupe, « qui vise directement ou indirectement l'autre ». Plus notablement, il y avait aussi un protocole secret au Pacte, selon lequel les États de l’Europe du Nord et de l'Est était partagés en « sphères d'influence » allemandes et soviétiques.
La Pologne devait être partagée en cas de son « réarrangement politique ». En cas de dissolution, à l'URSS étaient promises la partie orientale de la Pologne, principalement peuplée d'Ukrainiens et de Biélorusses, ainsi que la Lettonie, l'Estonie et la Finlande. La Bessarabie, qui faisait alors partie de la Roumanie, devait être rattachée à la ASSR de Moldavie, et devenir la RSS de Moldavie sous le contrôle de Moscou. La nouvelle fut un choc total et une surprise pour les chefs de gouvernements et les médias du monde entier, dont la plupart étaient au courant que des négociations britanno-franco-soviétique se tenaient depuis des mois.
Ribbentrop et Staline apprécièrent les conversations chaleureuses lors de la signature, l'échange de toasts et les discussions sur les hostilités passées entre les pays dans les années 1930. Ribbentrop déclara que la Grande-Bretagne, qui avait toujours tenté de perturber les relations soviéto-allemande, était « faible » et « [voulait] laisser les autres se battre pour sa présomptueuse revendication de domination du monde ». Staline y souscrivit, en ajoutant que « [si] l'Angleterre dominait le monde, cela était dû à la stupidité des autres pays qui laissaient toujours avoir au bluff ». Ribbentrop déclara que le pacte anti-Komintern était dirigé non pas contre l'Union soviétique, mais contre les démocraties occidentales, « effrayant principalement la City de Londres [i.e. les financiers britanniques] et les commerçants anglais » et déclara que les Berlinois avaient plaisanté en disant que Staline rejoindrait lui-même le pacte anti-Komintern. Staline proposa un toast à Hitler, et Staline et Molotov portèrent un toast à plusieurs reprises à la nation allemande, au pacte Molotov-Ribbentrop et aux relations soviéto-allemandes. Ribbentrop répliqua avec un toast à Staline et un toast aux relations entre les deux pays. Se trouvant à la gauche de Ribbentrop, Staline le prit à part et déclara que le gouvernement soviétique prenait le nouveau pacte très au sérieux, et qu'il donnait « sa parole d'honneur que l'Union soviétique ne trahirait pas son partenaire ».

## Événements lors de la mise en œuvre du Pacte

### Négociations immédiates avec la Grande-Bretagne
Le jour après que le Pacte fut signé, la délégation militaire française et britannique conduisant les négociations demanda d'urgence une réunion avec Vorochilov. Le 25 août, Vorochilov leur dit qu’« au vu de la situation politique nouvelle, il n’était d'aucune utilité de continuer la conversation ». Ce jour-là, Hitler dit à l'ambassadeur britannique à Berlin que le pacte avec les Soviétiques prévenait l'Allemagne d’avoir à faire face à une guerre sur deux fronts, changeant la situation stratégique prévalant durant la Première Guerre mondiale, et que la Grande-Bretagne devait accepter ses exigences concernant la Pologne. À la surprise de Hitler, ce jour-là, la Grande-Bretagne signa un traité d'assistance mutuelle avec la Pologne, forçant Hitler à retarder l’invasion planifiée pour le 26 août de l'Ouest de la Pologne.

### Division de l'Europe orientale
Le 1er septembre 1939, l'invasion allemande de la partie occidentale de la Pologne (zone faisant partie de la sphère d’influence allemande selon le Pacte) marqua le début de la Seconde Guerre mondiale. Le 17 septembre, l'Armée rouge envahit la Pologne orientale et occupa le territoire polonais qui lui était assigné par le pacte Molotov-Ribbentrop, en se coordonnant avec les forces allemandes en Pologne,. Onze jours plus tard, le protocole secret du pacte Molotov-Ribbentrop fut modifié, attribuant à l’Allemagne une plus grande partie de la Pologne, tout en cédant la plupart de la Lituanie à l'Union soviétique.
Après qu’une tentative soviétique d'envahir la Finlande fit face à une vive résistance, les combattants signèrent une paix provisoire, octroyant aux Soviétiques environ 10 % du territoire finlandais. L'Union soviétique envoya également des troupes en Lituanie, en Estonie et en Lettonie,. Par la suite, des gouvernements furent installés dans les trois pays baltes, qui demandèrent leur intégration à l'Union soviétique.

### Autres négociations
Le 11 février 1940, l'Allemagne et l'Union soviétique conclurent un pacte commercial complexe, qui était plus de quatre fois plus important que celui que les deux pays avaient signé en août 1939. Il fournit, à l'Allemagne, des millions de tonnes de pétrole, de denrées alimentaires et d’autres matières premières stratégiques, en échange de matériel de guerre allemand ainsi que d'autres équipements. Il fut suivie par un accord le 10 janvier 1941 mettant fin à plusieurs contentieux en cours, y compris la spécificité des frontières, les migrations ethniques et permit un futur accord sur l'expansion des transactions commerciales,.
À l'automne et durant l'hiver 1940-1941, des discussions s'ensuivirent concernant l'éventuelle entrée de l'Union soviétique, comme quatrième membre de l'Axe,. Les pays ne parvinrent jamais à un accord sur cette question.

## Conséquences

### Invasion par l’Allemagne de l'Union soviétique
L'Allemagne nazie mit fin au Pacte germano-soviétique avec l'invasion de l'Union soviétique lors de l'opération Barbarossa, le 22 juin 1941. Après le lancement de l'invasion, les territoires acquis par l'Union soviétique grâce au pacte Molotov-Ribbentrop furent perdus en quelques semaines. Dans les trois semaines suivant la rupture du Pacte, en essayant de se défendre contre les grandes avancées allemandes, l'Union soviétique perdit 750 000 hommes, 10 000 chars et 4 000 avions. Dans les six mois, l'armée soviétique avait perdu 4,3 millions d’hommes et les Allemands avaient fait prisonniers trois millions de soldats soviétiques, dont deux millions allaient mourir en captivité allemande avant février 1942. Les forces allemandes avaient avancés de 1 690 km, et maintenaient un front de 3 060 km de large.

## Commentaires d'après-guerre concernant les négociations du Pacte

### Les raisons de la signature du Pacte
Il n'existe pas de consensus parmi les historiens sur les raisons qui ont poussé l'Union soviétique à signer le pacte avec l'Allemagne nazie. Selon Ericson, les opinions sur les Soviétiques s’étendent de « clairvoyants antinazis, jusqu’à les voir comme des conciliateurs réticents (politique d’apaisement), ou comme des expansionnistes prudents, ou encore comme des agresseurs actifs et des maitre-chanteurs ». Edward Hallett Carr fit valoir qu'il était nécessaire de conclure un pacte de non-agression pour gagner du temps, car l'Union soviétique n'aurait pas été en mesure de mener une guerre en 1939, et avait besoin d'au moins trois ans pour être prête. Il affirma : « En contrepartie de sa non-intervention, Staline avait obtenu un répit d'immunité contre les attaques allemandes ». Selon Carr, le « bastion » créée par le Pacte, « était et ne pouvait être qu’une ligne de défense contre une potentielle attaque allemande »,. Un avantage important (selon Carr) était que « si Russie soviétique avait finalement à combattre Hitler, les puissances occidentales seraient déjà impliqués [dans un conflit avec l’Allemagne], ».
Cependant, au cours des dernières décennies, ce point de vue fut contesté. L’historien Werner Maser déclara que « l'affirmation selon laquelle l'Union soviétique à l'époque était menacé par Hitler, Staline comme le supposait... est une légende, et Staline faisait partie de ses créateurs ». (Maser 1994:64). De l'avis de Maser (1994:42), « ni l'Allemagne ni le Japon étaient dans une situation de pouvoir envahir l'URSS, même avec la moindre perspective [sic] de la réussite », et cela n'aurait pas pu ne pas être connu de Staline.
Certains critiques, comme Viktor Suvorov, affirment que le mobile principal de Staline pour la signature du traité de non-agression germano-soviétique était le calcul de Staline qu'un tel pacte pourrait entraîner un conflit entre les pays capitalistes d'Europe occidentale. Cette idée est soutenue par Albert L. Weeks. Cependant, d'autres thèses de Souvorov, telles que la planification de Staline pour envahir l'Allemagne en 1941, font encore débat parmi les historiens, certains comme David Glantz qui s’y oppose, et d'autres comme Mikhaïl Meltioukhov qui la soutienne.
La mesure dans laquelle les acquisitions territoriales post-Pacte par l'Union soviétique ont peut-être contribué à empêcher sa chute (et donc une victoire nazie pendant la guerre) reste un facteur dans l'évaluation du Pacte. Les sources soviétiques soulignent que l'avance allemande avait fini par s'arrêter juste à quelques kilomètres de Moscou, de sorte que le rôle de ces territoires supplémentaires aurait pu être crucial. D'autres postulent que la Pologne et les pays baltes ont joué le rôle important d’états tampons entre l'Union soviétique et l'Allemagne nazie, et que le pacte Molotov-Ribbentrop était une condition préalable non seulement pour l'invasion de l'Europe occidentale par l’Allemagne, mais aussi pour l'invasion par le Troisième Reich de l'Union soviétique. L'aspect militaire de passer de positions fortifiées établies sur la ligne Staline à un territoire polonais sans défense pourrait aussi être vu comme une des causes de la désintégration rapide des forces armées soviétiques dans la zone frontalière au cours de la campagne de 1941. En effet, la ligne Molotov, nouvellement construite, était inachevée et incapable de fournir aux troupes soviétiques les capacités de défense requises.

### Preuve documentaire d’un précoce rapprochement germano-soviétique
En 1948, le Département d'État américain publia un recueil de documents récupérés du ministère des Affaires étrangères de l'Allemagne nazie qui forma une base documentaire pour les études des relations germano-soviétique. Cette collection contient le compte rendu du ministre allemand sur une rencontre avec l'ambassadeur soviétique Merekalov. Ce mémorandum reproduit la déclaration de l'ambassadeur qui suit : « il existe pour la Russie aucune raison pourquoi elle ne devrait pas vivre avec nous sur des bases normales. Et de normales, les relations pourraient aller de mieux en mieux, ». Selon Carr, ce document est la première étape soviétique enregistrée dans le rapprochement avec l'Allemagne.
La deuxième preuve documentaire est la note sur la réunion du 17 mai entre l'ambassadeur soviétique et le ministre allemand des Affaires étrangères, où l'ambassadeur, « déclar[a] en détail qu'il n'y avait pas de conflits en matière de politique étrangère entre l'Allemagne et la Russie soviétique et qu'il n'était donc aucune raison pour une quelconque inimitié entre les deux pays ».
Le troisième document est le résumé de la réunion du 20 mai, entre Molotov et l’ambassadeur allemand von der Schulenburg. Selon le document, Molotov dit à l'ambassadeur allemand qu'il ne voulait plus discuter que des questions économiques, et qu'il était nécessaire d’établir une « base politique »] que les autorités allemandes considérèrent comme une « invitation implicite ».
Le dernier document est le mémorandum du ministre allemand à propos de l'appel téléphonique de l'ambassadeur bulgare Draganov en date du 17 juin. Dans les comptes rendus allemands du rapport de Draganov, Astakhov expliquait qu'un accord soviétique avec l'Allemagne était mieux adapté aux Soviétiques que celui avec la Grande-Bretagne et la France, bien que de l'ambassadeur bulgare, il « ne pouvait pas être établi si cela reflétait les opinions personnelles de M. Astakhov ou les opinions du gouvernement soviétique ».
Ces éléments de preuve d'un rapprochement germano-soviétique au début ont été remis en question par Geoffrey Roberts, qui a analysé les documents d'archives soviétiques qui avaient été déclassifiées et publiées au tout début des années 1990. Roberts n'a trouvé aucune preuve que les prétendues déclarations citées par les Allemands n’avaient jamais été faites dans la réalité, et est arrivé à la conclusion que les documents d'archives allemandes ne pouvaient pas servir de preuve de l'existence d'une double politique pendant la première moitié de 1939. Selon lui, aucune preuve documentaire n’existe que l'URSS a répondu ou a fait des ouvertures aux Allemands « jusqu'à la fin du mois de juillet 1939, au plus tôt ».

### Le renvoi de Litvinov et la nomination de Molotov
Beaucoup d'historiens notent que le renvoi du ministre des Affaires étrangères Litvinov, dont l’appartenance juive était vu défavorablement par l'Allemagne nazie, élimina un obstacle majeur aux négociations entre elle et l'URSS,,,,,,,.
Carr, cependant, a fait valoir que le remplacement par l'Union soviétique de Litvinov par Molotov le 3 mai 1939 n’indiquait pas un changement irrévocable vers un alignement avec l'Allemagne, mais était la manière de Staline de s'engager dans des négociations difficiles avec les Britanniques et les Français en nommant un féroce négociateur, à savoir Molotov, au Commissariat des Affaires étrangères. Albert Résis (en) a fait valoir que le remplacement de Litvinov par Molotov était à la fois un avertissement à la Grande-Bretagne et un signal à l'Allemagne. Derek Watson a fait valoir que Molotov pouvait obtenir le meilleur accord avec la Grande-Bretagne et la France, car il n'a pas été encombré par la sécurité collective et pouvait plus facilement négocier avec l'Allemagne. Quant à Geoffrey Roberts, il a fait valoir que le renvoi de Litvinov aida les Soviétiques dans les discussions avec les franco-britanniques, car Litvinov doutait ou peut-être même était opposé à ces discussions.